# シンシア・ジェリ・バイレ
シンシア・ジェリ・バイレ（Cynthia Njeri Mbaire，2002年12月27日 - 2023年4月14日）は、ケニア出身の陸上競技選手。

## 生涯
2002年12月27日生まれ。ケニア出身。2018年に鹿児島県の神村学園初等部・中等部・高等部に留学生として来日し、2019年、全国高等学校総合体育大会において1500メートル競走で優勝、3000メートル競走で2位であった。2019年の全国高等学校駅伝競走大会では2区を走り、14位でタスキを受け取ると区間2位の快走で13人抜きを果たした。また2020年の全国高等学校駅伝競走大会では最終5区を任され、途中で足を痛めて失速したものの区間2位の走りを見せた（なお、どちらの年も区間1位は、区間記録を更新した広島県世羅高校のテレシア・ムッソーニ）。
2021年春に日立製作所に入社し、実業団である日立女子陸上競技部で陸上競技を続けた。日立製作所に在籍すると同時に、2020年秋に神村学園に入学した後輩のカリバ・カロラインの教育係として、1年間神村学園に残った。2023年の全国高等学校駅伝競走大会で同校が優勝した際には、有川哲蔵監督が
とコメントしている。
2022年5月に鼻の悪性腫瘍にかかり、2023年4月14日に千葉県内の病院にて20歳で死去。